# Klostertaler Bergwälder
Klostertaler Bergwälder este o arie protejată (arie de protecție specială avifaunistică — SPA) din Austria întinsă pe o suprafață de 2.143,8 ha, integral pe uscat.

## Localizare
Centrul sitului Klostertaler Bergwälder este situat la coordonatele 47°08′21″N 9°57′31″E / 47.1392°N 9.9585°E.

## Înființare
Situl Klostertaler Bergwälder a fost declarat arie de protecție specială avifaunistică în mai 1995 pentru a proteja 2 specii de plante și 14 specii de animale.

## Biodiversitate
Situată în ecoregiunea alpină, aria protejată nu include niciun habitat protejat.
La baza desemnării sitului se află mai multe specii protejate:
- plante (2): papucul doamnei (Cypripedium calceolus), mușchi (Dicranum viride)
- păsări (13): minunița (Aegolius funereus), potârnichea de stâncă (Alectoris graeca saxatilis), cocoșul de mesteacăn (Bonasa bonasia), buha (Bubo bubo), ciocănitoare cu spate alb (Dendrocopos leucotos), ciocănitoare neagră (Dryocopus martius), șoim călător (Falco peregrinus), ciuvică (Glaucidium passerinum), sfrâncioc roșiatic (Lanius collurio), viespar (Pernis apivorus), ciocănitoare de munte (Picoides tridactylus), ciocănitoare verzuie (Picus canus), cocoșul de mesteacăn (Tetrao tetrix tetrix)
- nevertebrate (1): Rosalia alpina

Pe lângă speciile protejate, pe teritoriul sitului au mai fost identificate 10 specii de plante, 5 specii de păsări, 2 specii de amfibieni, 7 specii de mamifere, 5 specii de nevertebrate, 2 specii de reptile.